# 韓氏豆蟶
韓氏豆蟶（學名：Siliqua albida）是莢蟶屬的一個海洋雙殼綱軟體動物。舊屬豆蛏属，其模式產地位於朝鮮半島的離島。

## 外部連結
- 維基物種上的相關：韓氏豆蟶